# Кирпичный Завод (Брянская область)
Кирпичный Завод — посёлок в Почепском районе Брянской области в составе Витовского сельского поселения.

## География
Находится в центральной части Брянской области на расстоянии приблизительно 4 км на восток по прямой от районного центра города Почеп.

## История
На карте 1941 года уже был отмечен.

## Население
Численность населения: 216 человек (1979 год), 163 (русские 97 %) в 2002 году, 144 в 2010.